# Allophylus
- Commons
- Wikispecies

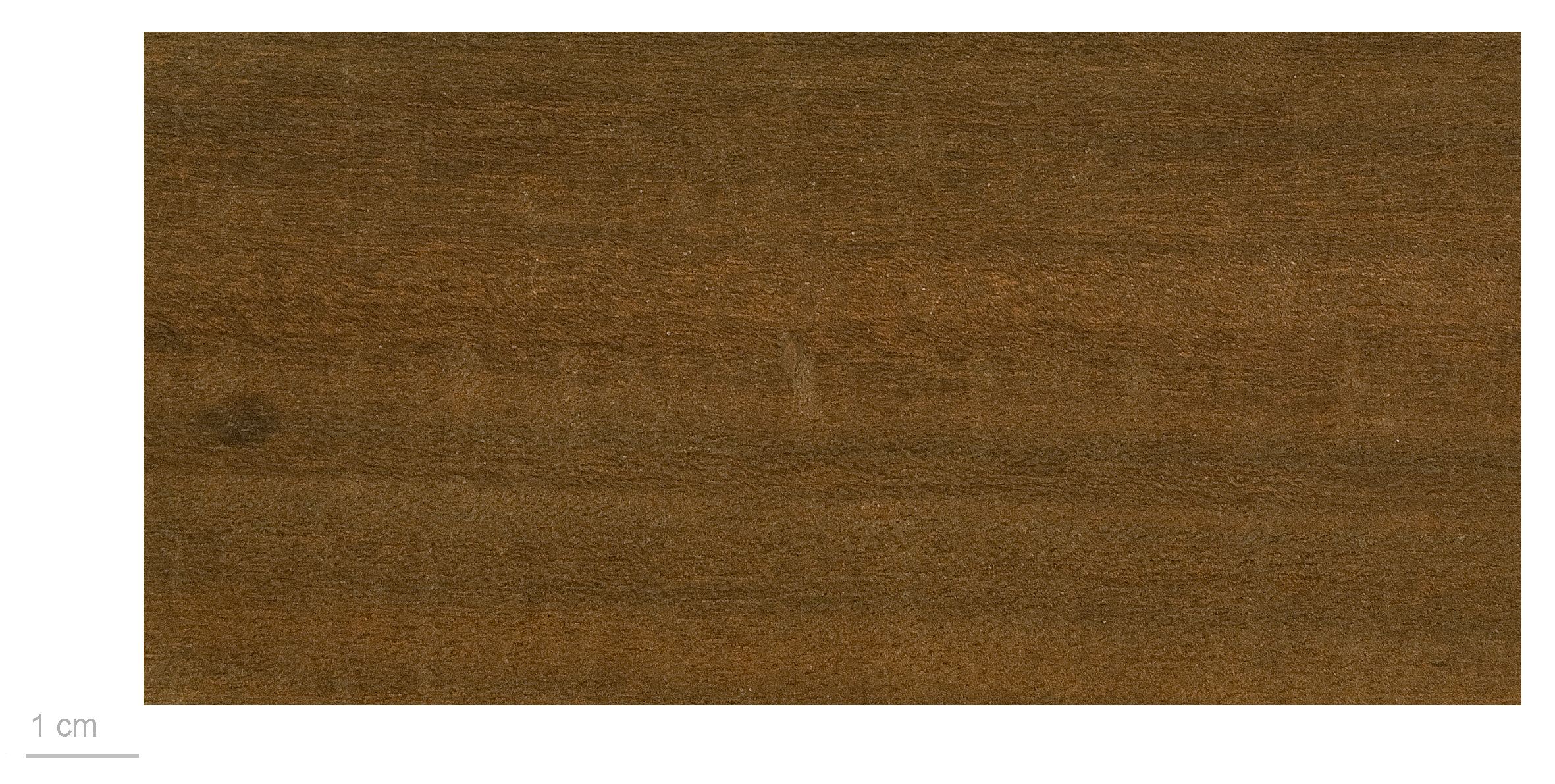
Allophylus timoriensis - MHNT

Allophylus L. é um género botânico pertencente à família Sapindaceae.

## Espécies
- Allophylus africanus
- Allophylus amazonicus
- Allophylus cobbe
- Allophylus crassinervus
- Allophylus edulis
- Allophylus mollis
- Allophylus racemosus
- Allophylus occidentalis
- Allophylus ternatus
- Allophylus timorensis
- Allophylus seylanicus
- Lista completa

## Classificação do gênero
| Sistema | Classificação                     | Referência               |
| ------- | --------------------------------- | ------------------------ |
| Linné   | Classe Octandria, ordem Monogynia | Species plantarum (1753) |